# Liturgie de saint Jean Chrysostome (Tchaïkovski)
Pour les articles homonymes, voir Liturgie de saint Jean Chrysostome.
Ne doit pas être confondu avec Liturgie de saint Jean Chrysostome (Rachmaninov).
La Liturgie de saint Jean Chrysostome op. 41 (en russe : Литургия святого Иоанна Златоуста ; en orthographe précédant la réforme de 1917-1918 : Литургія Святаго Іоанна Златоустаго), est une composition a cappella de Piotr Ilitch Tchaïkovski, créée en juin 1879.

## Histoire
Tchaïkovski compose cette oeuvre, en 15 mouvements, achevée en 1878, inspirée de la liturgie de saint Jean Chrysostome de la Divine Liturgie (de Saint Jean Chrysostome, Patriarche de Constantinople et Pères de l'Église du Ve siècle). 
Il écrit alors dans une lettre à son amie-mécène Nadejda von Meck « Pour moi l'église possède encore beaucoup de charme poétique. J'assiste très souvent aux services. Je considère la liturgie de saint Jean Chrysostome comme l'une des plus grandes productions artistiques. Si nous suivons le service très attentivement, et entrons dans le sens de chaque cérémonie, il est impossible de ne pas être profondément ému par la liturgie de notre propre Église orthodoxe... d'être surpris de sa transe par un éclatement du chœur; être emporté par la poésie de cette musique; être ravi quand... les mots résonnent « Louez le nom du Seigneur ! » - tout cela m'est infiniment précieux ! Une de mes plus grandes joies !... ».

## Structure
1. Amen. Seigneur, ayez pitié (Амин. Господи помилуй[1])
2. Gloire au Père et au Fils (Слава Отцу и Сыну[1])
3. Viens te prosterner (Придите, поклонимся[1])
4. Alléluia (Аллилуйя[1])
5. Gloire à toi Seigneur (Слава тебе Господи[1])
6. Cherubim Song (Херувимская песнь[1] (Hymne des chérubins)
7. Seigneur, ayez pitié (Господи помилуй[1])
8. Je crois en l'unique Dieu le Père (Верую во Единаго Бога Отца[1])
9. Grâce du monde (Милость мира[1])
10. On vous chante (Тебе поем[1])
11. Il vaut la peine de manger (Достойно есть[1])
12. Amen. Et avec ton esprit, Seigneur, aie pitié (Амин. И со духом твоим, Господи, помилуй[1])
13. Notre père (Отче наш[1])
14. Louez, louez le Seigneur des cieux (Хвалите, хвалите, Господа с небес[1])
15. Béni soit celui qui vient au nom du Seigneur (Благословен грядый во имя Господне[1])